# Sarah Ferguson, Công tước phu nhân xứ York
Sarah Margaret Ferguson, Công tước phu nhân xứ York ( 15 tháng 10 năm 1959) từng là một thành viên của vương thất Anh. Bà là vợ cũ của Vương tử Andrew, Công tước xứ York, con trai thứ ba của Nữ vương Elizabeth II và Philippos của Hy Lạp và Đan Mạch, Công tước xứ Edinburgh. Bà có với chồng cũ hai con gái là Vương tôn nữ Beatrice và Vương tôn nữ Eugenie xứ York. Mặc dù hai người đã ly dị vào năm 1996, bà vẫn giữ mối quan hệ tốt với chồng cũ và Nữ vương, dù công việc riêng của bà ít nhiều gây tranh cãi. Sarah cũng hoạt động với tư cách một tác giả, nhà bảo trợ từ thiện, nhà sản xuất phim và nhân vật truyền hình.

## Thời thơ ấu
Sarah Margaret Ferguson chào đời ngày 15 tháng 10 năm 1959 tại Bệnh viện London Welbeck. Bà là con gái thứ hai của Thiếu tá Ronald Ferguson (1931-2003) với người vợ đầu là Susan Mary Barrantes (nhũ danh Wright; 1937-1998). Sau khi cha mẹ Sarah ly dị vào năm 1974, mẹ bà kết hôn với cầu thủ polo Héctor Barrantes vào năm 1975 và chuyển đến Trenque Lauquen ở đồng cỏ Argentina. Sarah ở lại trang trại Dummer Down rộng 480 mẫu Anh (1,9 km2) tại Dummer, Hampshire, nhà của cha bà từ khi lên 8 tuổi. Thiếu tá Ferguson kết hôn với Susan Deptford năm 1976 và có thêm ba người con: Andrew, Alice và Elizabeth.
Sarah từng mô tả gia đình bà là "gia đình nông thôn quyền quý với một ít tiền cổ". Bà là hậu duệ của Quốc vương Charles II của Anh thông qua ba người con ngoài giá thú của ông: Charles Lennox, Công tước xứ Richmond thứ nhất, James Scott, Công tước xứ Monmouth thứ nhất, và Anne Lennard, Bà Bá tước xứ Sussex thứ nhất. Bà có tổ tiên là quý tộc do là cháu sơ của William Henry Walter Montagu Douglas Scott, Công tước xứ Buccleuch thứ 6, cháu cố của Mervyn Wingfield, Tử tước Powerscourt thứ 8 và là hậu duệ của James Hamilton, Công tước xứ Abercorn thứ nhất và William Cavendish Công tước thứ 4 xứ Devonshire.
Sarah nhập học trường Daneshill, Stratfield Turgis. Bà được miêu tả là "một cô bé can đảm, sôi nổi và hướng ngoại". Sau đó, bà theo học tại trường Hurst Lodge ở Ascot. Bà không xuất sắc trong học tập nhưng có năng khiếu bơi lội và quần vợt. Sau khi kết thúc khóa học tại Queen's Secretarial College ở tuổi mười tám, Sarah làm việc cho một phòng trưng bày nghệ thuật. Sau đó, bà chuyển sang làm việc cho hai công ty quan hệ công chúng ở London và sau đó là một công ty xuất bản. Khi còn trẻ, bà từng hẹn hò với Kim Smith-Bingham, một nhà môi giới chứng khoán và Paddy McNally, một người quản lý các cuộc đua xe mô tô hơn bà 22 tuổi.

## Hôn nhân
Ngày 19 tháng 3 năm 1986, Vương tử Andrew (lúc bấy giờ đứng thứ 4 trong hàng kế vị) và Sarah Ferguson công bố đính hôn. Andrew và Sarah đã quen biết nhau từ thời thơ ấu và thỉnh thoảng gặp nhau trong các trận đấu polo, họ làm quen với nhau tại Royal Ascot năm 1985. Trước khi đính hôn, Sarah Ferguson đã tháp tùng Diana, Vương phi xứ Wales, trong một chuyến đi trên tàu của Andrew, HMS Brazen. Vương tử Andrew đã tự mình thiết kế nhẫn đính hôn. Chiếc nhẫn bao gồm mười viên kim cương bao quanh một viên hồng ngọc Myanmar. Ông chọn viên hồng ngọc vì nó hợp với mái tóc đỏ của Sarah. Với bản tính vui vẻ và phong thái dễ gần, ban đầu bà được xem là một sự nhân tố tốt cho vương thất.

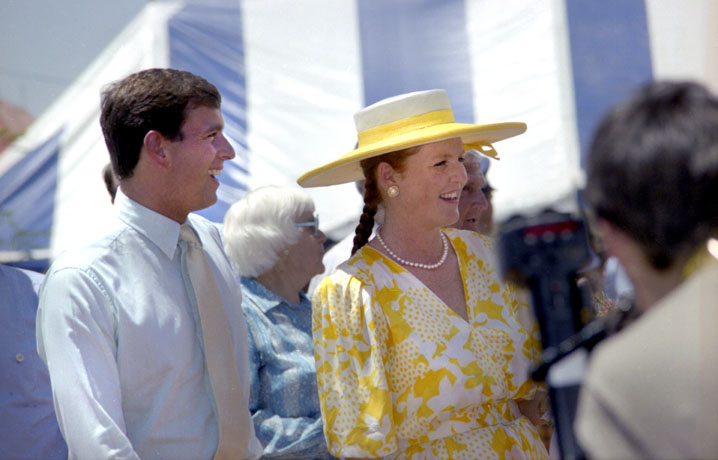
Công tước và Bà Công tước xứ York tại Townsville năm 1988.

Sau khi nhận được sự chấp thuận của Nữ vương (theo quy định của Đạo luật Hôn nhân Vương thất 1772 đối với tất cả hậu duệ của Quốc vương George II), Andrew và Sarah kết hôn tại Tu viện Westminster vào ngày 23 tháng 7 năm 1986. Nữ vương phong cho con trai tước vị [Công tước xứ York], với tư cách là vợ chính thức của Công tước xứ York, Sarah nghiễm nhiên trở thành một thành viên của vương thất Anh và nhận tước vị [Công tước phu nhân xứ York]. Sarah đã cùng chồng thực hiện các nghĩa vụ của vương thất, bao gồm cả các chuyến thăm chính thức ở nước ngoài.
Năm 1987, Công tước và Công tước phu nhân xứ York thực hiện một chuyến đi đến Canada trong 25 ngày. Vào ngày 22 tháng 1 năm 1988, trong chuyến đi đến New York tham dự một sự kiện gây quỹ, Công tước phu nhân bị một thanh niên tấn công ở lối vào khách sạn bà đang trú. Người đàn ông hét lên: "Kẻ sát nhân 3/8" và trên tay cầm một lá cờ của Quân đội Cộng hòa Ireland khi lao vào Sarah. Ông ta bị "buộc tội tấn công Công tước phu nhân và tấn công một đặc vụ liên bang". Sau đó, một nhân viên báo chí của Bộ Ngoại giao tuyên bố: "Bà ấy không bị hề hấn gì sau sự việc đó". Vào tháng 3 năm 1988, Công tước và Công tước phu nhân xứ York đến thăm California. Chuyến đi được hai tờ báo Anh mô tả là một "buổi trình diễn thô lỗ, khiếm nhã, lố lăng và kém cỏi của hai thành viên vương thất". Cặp vợ chồng được các quan chức thành phố Los Angeles bênh vực, họ cho rằng những lời chỉ trích kia "khủng khiếp" và xúc phạm, và các quan sát viên nói Công tước và Công tước phu nhân có "thái độ thân thiện" và họ đã hoàn thành nhiệm vụ của mình.
Cặp vợ chồng chào đón đứa con đầu lòng là Vương tôn nữ Beatrice xứ York vào ngày 8 tháng 8 năm 1988. Công tước phu nhân bị huyết áp cao và trữ nước trong cơ thể quá mức trong thời kỳ mang thai. Vào tháng 9, cặp đôi thực hiện chuyến thăm chính thức tới Úc. Công tước phu nhân quyết định để con gái mới sinh của mình ở lại Anh, điều khiến bà nhận phải sự chỉ trích từ giới báo chí và truyền thông. Đứa con gái thứ hai của hai vợ chồng, Vương tôn nữ Eugenie xứ York, chào đời vào ngày 23 tháng 3 năm 1990 bằng phương pháp sinh mổ. Trong suốt cuộc hôn nhân, Công tước phu nhân thường bị các tờ báo lá cải chế giễu khi có giai đoạn cân nặng của bà tăng lên 100 kg. Họ đặt cho bà biệt danh "Công tước phu nhân xứ thịt heo".

### Ly thân và ly hôn
Nhà viết tiểu sử Sarah Bradford nêu rõ trong cuốn sách của bà rằng Sarah không thể chịu đựng được chồng bà với tư cách là một Sĩ quan Hải quân luôn phải xa nhà trong thời gian dài. Đến năm 1991, cuộc hôn nhân gặp trục trặc, và cặp đôi bắt đầu dọn ra sống riêng. Mối quan hệ của bà với triệu phú vùng Texas, Steve Wyatt, đã được công chúng chú ý đến khi một số bức ảnh khiếm nhã của họ được công bố. Công tước và Công tước phu nhân xứ York tuyên bố ly thân vào ngày 19 tháng 3 năm 1992. Sau khi ly thân, Cung điện ra thông cáo cho biết Công tước phu nhân sẽ không còn thực hiện các nhiệm vụ thay mặt Nữ vương. Hơn nữa, Nữ vương cũng nói rõ trong một tuyên bố rằng bà sẽ không chịu trách nhiệm cho các khoản nợ của Sarah.

## Cuộc sống cá nhân
Sau khi ly hôn, các tờ báo lá cải của Anh bắt đầu phê phán lối sống của Sarah. Năm 1995, một người vận chuyển hành lý tại sân bay quốc tế John F. Kennedy ở thành phố New York đã nhận tội ăn cắp chiếc vòng cổ và vòng tay kim cương trị giá 382.000 đô la của bà. Các quyền lợi thương mại của Công tước phu nhân bao gồm công cuộc chuyển nhượng mười một năm tổ chức Weight Watchers, phát triển và quảng bá sản phẩm với Wedgwood và Avon.

## Danh hiệu
15 tháng 10 năm 1959 - 23 tháng 7 năm 1986: Sarah Margaret Ferguson
23 tháng 7 năm 1986 - 30 tháng 5 năm 1996: Công tước phu nhân xứ York Điện hạ
30 tháng 5 năm 1996 - nay: Sarah, Công tước phu nhân xứ York